# Palo (hockey)

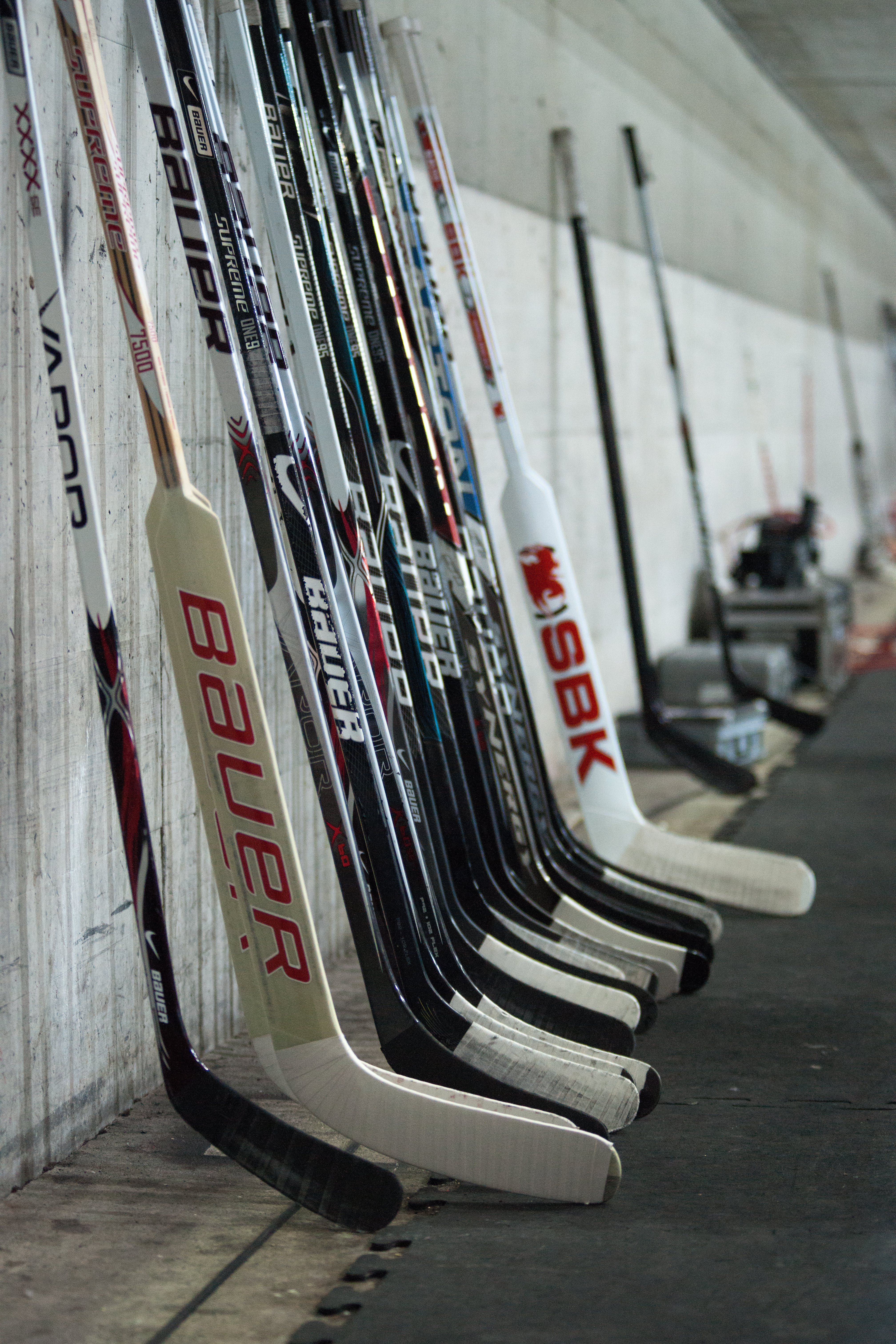
Palos de hockey

Medidas típicas de los palos de hockey sobre hielo, en centímetros.

Un palo de hockey o stick es el principal utensilio para jugar en el hockey. Puede ser de madera o plástico, con forma de «J», y sirve para golpear el disco de hockey.
Antes, los adultos jugaban con palos de 36 pulgadas, pero luego aparecieron otras medidas, entre ellas la de 37,5 pulgadas, que junto con el de 36 constituyen desde aproximadamente el año 2000 la mayor parte de los palos usados en el mundo.

## Medidas
En el hockey sobre césped, las medidas y el peso están estrictamente especificados en el Reglamento de la Federación Internacional de Hockey. Su tamaño aproximado es de 1 m de altura, unos 15 cm de base, y su ancho no debe superar los 5 cm. El peso no excede unos tres cuartos de kilo. El palo debe pasar a través de un aro de 5 cm.

## Materiales
Al principio, el único material aceptado fue la madera. Los palos se fabricaban principalmente en India y Pakistán, países que además eran los líderes mundiales del deporte, con madera del árbol de la mora. La madera del árbol se curvaba en grandes prensas al vapor, para fabricar la parte inferior de la «J», también llamada «pipa». Luego, al mango se le insertaba la pipa en el extremo.
En los años 1980, la madera fue reemplazada por material sintético. Los palos se componen por una mezcla de fibra de vidrio, kevlar, y carbón. A diferencia de los palos de madera tradicionales, son más duros y livianos, lo que le confiere a la pelota una mayor velocidad. Como la energía cinética de una pelota depende del cuadrado de la velocidad, esto ha obligado a reforzar las medidas de seguridad, especialmente a proteger mejor a los porteros.
Por otra parte, los palos de material sintético no sufren variaciones en la fabricación. Los palos también pueden romperse; además, están expuestos al desgaste de la curva.

## Geometrías
Se han desarrollado palos especiales para porteros, sobre todo para evitar que en una parada de revés con el palo al ras del suelo, la pelota pase por debajo de la curva de la «J».
Otra evolución, ha sido el radio de curvatura de la «J». En efecto, hacia 1940, el radio de curvatura era de unos 20 cm. A partir de los años 1980, el radio de curvatura fue reduciéndose progresivamente, sobre todo a causa de la introducción de los terrenos de juego sintéticos. Desde fines de 1990, se usan radios de curvatura que oscilan alrededor de los 5 cm.
- Datos: Q1940083
- Multimedia: Hockey sticks / Q1940083